# Suzanne Verdier
Pour les articles homonymes, voir Verdier.
Suzanne Allut, épouse Verdier, née en 1745 à Montpellier et morte en 1813 à Uzès, est une écrivaine française.

## Biographie
Fille de Jean Antoine Allut, conseiller secrétaire du roi en la chancellerie de la Cour des comptes de Montpellier, et de Jeanne Bénédicte Imbert, Suzanne Allut est membre avec son frère Antoine, avocat, homme politique et encyclopédiste, d'une grande dynastie de riches marchands de laine. Son grand père Antoine Allut fit bâtir en 1740 à Montpellier un hôtel particulier : "l’hôtel Allut", construit d'après un dessin de l'architecte Giral, et sis rue du Petit-Saint-Jean.
Très jeune, le père de Suzanne Allut encourage sa fille dans l'étude des lettres et de la poésie. Elle est ainsi conduite avec son frère Antoine à Paris où elle sera notamment instruite par l’abbé encyclopédiste Pestre. Montrant une précoce aptitude à la poésie, la peinture et à la musique, elle écrit de nombreux poèmes. L’Almanach des Muses reçut d’elle plusieurs de ses poésies de 1775 à 1787, très remarquées. L'une de ces pièces, Description de la Fontaine de Vaucluse, a été mise au nombre des beaux morceaux de poésie française par La Harpe qui a dit : « Et Verdier dans l’idylle a vaincu Deshoulières. »
Elle épouse un riche négociant d'Uzès, Jean Verdier, en 1769,. En 1778, la manufacture familiale de draps ayant fait faillite, Suzanne puis son frère Antoine s'installe à partir des années 1780 à Uzès. 
Elle eut une fille, Jeanne Pauline Verdier-Allut (1774-1852), qui épousa François Honoré Barthélémy Auguste Fornier de Clausonne (1760-1826), baron de Lédenon, magistrat, président de la cour royale de Nîmes, chevalier de la Légion d'honneur, et avec lequel elle aura trois enfants : Gustave Fornier de Clausonne (1797-1873), Casimir Fornier de Clausonne (1798-1830) et Françoise Fornier de Clausonne (1802-?). 
Elle instruisit elle-même sa fille Jeanne à qui elle donna une brillante et solide éducation, tout en se réservant du temps pour cultiver ses dons naturels. 
En 1807, elle est élue membre de l'Académie de Nîmes.

## Style
Dans le genre descriptif, Suzanne Verdier a encore laissé de longs fragments de Géorgiques du Midi, poème en quatre chants auquel la mort ne lui permit pas de mettre la dernière main. Le poème fut publié en 1862 à titre posthume.
Elle obtint aux Jeux floraux trois couronnes qui lui valurent le titre de maître de cette Académie. Elle fut en outre admise aux Arcades de Rome, à l’Académie du Gard et à l’Athénée de Vaucluse.
Ce qui est peut-être non moins flatteur que ces hommages publics pour Suzanne Verdier, c’est le témoignage que lui rendirent les femmes lettrées de son temps, séduites par sa modestie non moins que par son talent. Henriette Bourdic-Viot disait à Adélaïde Dufrénoy : « Nous sommes une foule de musettes, madame Verdier seule est une muse. »
Elle fut enlevée par une attaque d’apoplexie. La fin déplorable de son frère sur l’échafaud lui avait inspiré une élégie touchante.

## Œuvres
Ses œuvres ont été publiées de manière posthume par son petit-fils Gustave Fornier de Clausonne.
- Les Géorgiques du Midi, poème en 4 chants, suivi de diverses pièces de poésie, par Mme Verdier-Allut, publié par Gustave Fornier de Clausonne
- Académie des jeux floraux. Rapport sur les poésies de Mme Verdier-Allut, lu en séance, le 12 décembre 1862 par M. Florentin Ducos
- Vers à Églé. Suzanne Verdier-Allut. Transcription et remaniement par Dina Sahyouni[8]

## Sources
- Eugène Germer-Durand, Fragments de biographies académiques, Nîmes, Clavel-Ballivet, 1866, chapitre 4 : « Suzanne Allut (Mme Verdier) » (extrait des Mémoires de l'Académie du Gard, 1864-65).
- Frédéric Godefroy, Histoire de la littérature française au XVIIIe siècle, Paris, Gaume et cie, 1877, p. 505.